# 안드라프라데시주
안드라프라데시주(텔루구어: ఆంధ్ర ప్రదేశ్, 우르두어: آندھرا پردیش)는 인도 남동부에 위치한 주이다. 인구는 49,386,799명(2014년)이다. 주도는 아마라바티이며, 2014년 텔랑가나주를 분리하기 전에는 하이데라바드가 주도였다. 인도 독립 후, 언어집단에 따라 주를 재편성할 때 안드라주의 전부와 하이데라바드주의 텔랑가나 지방을 때서 텔루구어를 사용하는 지역이 안드라프라데시주로 되었다. 2014년 6월 2일 텔랑가나 지방이 다시 텔랑가나주로 분리되었다. 이후 주 관공서와 기관들을 아마라바티 (Amaravati)로 이전하였다.
아마라바티는 군투르(Guntur), 비자야와다 대도시권의 스마트 신도시로 건설중이다. 주수상은 나이두이다